# 急進党
急進党（きゅうしんとう、Parti radical）は、フランスの政党。正式の名称は「共和 - 急進 - 急進社会党」（Parti républicain, radical et radical-socialiste）で、日本ではしばしば「急進社会党」とも訳される。
1901年に「猛虎」とあだ名されたジョルジュ・クレマンソーによって結党され誕生した急進的な共和主義・自由主義政党で、「急進社会党」の党名からは社会主義政党と考えられがちだが、実態は中南部の農民層を支持基盤とする中道の政党である。第三共和政下では中心的な政党として君臨し、反カトリック主義（反教権主義）を標榜して1905年に政教分離法を成立させローマ・カトリックの影響を政治介入から排除した。第一次世界大戦後には社会党・共産党を中心とした人民戦線内閣に加わるなど、フランスの政治に与えた影響は大きい。
戦後の第四共和政下では勢力が著しく後退するが、他の中道諸政党を糾合し中心指導勢力として国民議会内部での統一会派「共和派左翼戦線」を結成。ピエール・マンデス＝フランス政権を誕生させ第四共和政の負の遺産の清算に挑戦するも、右派ド・ゴール派の隆盛とアルジェリア戦争の泥沼化により影響力を失う。第五共和政下では大統領ド・ゴール派を中心とした右派に対抗して社会党・共産党との共闘に進むが、1969年にジャン＝ジャック・セルヴァン＝シュレーベル党首が就任すると左右両派と距離を置き中道勢力を結集させる方向へと向かう。このことから社共両党との共闘に熱心な左派が1972年に離党し（この流れが後に左翼急進党につながっていく）、残ったセルヴァン＝シュレーベル派は独立共和派や民主中道派・民主進歩中道派とジスカール・デスタン支持に向かう。ジスカール・デスタン政権が成立すると、急進党は政党連合・フランス民主連合の結成に加わって連合内でも有力な政治勢力となった。
2017年まで、中道より少し右の政治的立場をとっていた。上述の通りフランス民主連合に所属する議員が多かったが、その後は国民運動連合に加わり、2002年フランス大統領選挙第1回投票ではジャック・シラク候補を支持した。2007年フランス議会総選挙で国民運動連合から17人の下院議員を当選させたが、2012年の選挙では前年にニコラ・サルコジ大統領を批判して中道寄り路線（中道右派）を強め、国民運動連合を離脱した影響もあり6議席に後退した。また元老院（上院）では5人が会派「民主社会欧州連合」に、2人が国民運動連合会派に分かれて所属している。
2017年時点で、フランス最古の政党となったが、同年「急進派の再集結」として左翼急進党と合流し、急進運動を結成した。数年間党としての活動は休止していたが、2021年に急進党として再復活した。

## 役職

### 党役員[4]
| 役職         | 氏名                 | 所属                                                                                           |
| ------------ | -------------------- | ---------------------------------------------------------------------------------------------- |
| 党首         | ロラン・エナール     | グラン・ナンシー自治体連合議員、ナンシー市議会議員                                             |
| 副党首       | アロルド・ユバール   | サントル＝バル・ド・ロワール地域圏議会議員、ペルシュ自治体連合代表、ノジャン＝ル＝ロトルー市長 |
| 事務総長     | ナタリー・ドラットル | 元老院副議長、ボルドー市議会議員                                                               |
| 急進青年部長 | アンリ・デュパ       | ムードン市議会議員                                                                             |